# Piastów (ville)
Pour les articles homonymes, voir Piastów.
Piastów (prononciation : [ˈpʲastuf]) est une ville du powiat de Pruszków dans la voïvodie de Mazovie, dans le centre de la Pologne.
Elle est une ville-powiat. Sa population s'élevait à 22 826 habitants en 2014. C'est la deuxième ville la plus densément peuplée de Pologne après Świętochłowice.

## Histoire
Etablie comme Żdżary au XVIe siècle, Piastów obtient le statut de ville en 1952.
Au Moyen Âge, les villages de Żdżary et Utrata se trouvaient à l'endroit de l'actuelle Piastów.

## Maires de la ville
- 1979-1984 – Czesław Baran
- 1984–1988 – Bogdan Tomalak
- 1988–1989 – Zbigniew Strzelecki
- 1989–1990 – Mieczysław Palczewski (par intérim)
- 1990–2010 – Zdzisław Brzeziński
- 2010-2014 – Marek Kubicki
- 2014 - – Grzegorz Waldemar Szuplewski